# Сабина ван Егмонт
Сабина ван Егмонт (на нидерландски: Sabina van Egmond; * 1562; † 21 юни 1614, Делфт) от род Егмонт, е господарка на Байерланд и чрез женитба графиня на Золмс-Лих.

## Биография
Тя е дъщеря, единадесетото дете, на княз Ламорал Егмонт (1522 – 1568) и принцеса Сабина фон Пфалц-Зимерн (1528 – 1578), дъщеря на пфалцграф и херцог Йохан II фон Пфалц-Зимерн и първата му съпруга Беатрикс фон Баден.
Сабина се омъжва на 4 март 1595 г. в Делфт за граф Георг Еберхард фон Золмс-Лих (1563 – 1602), вторият син на граф Ернст I фон Золмс-Лих (1527 – 1590) и съпругата му графиня Маргарета фон Солмс-Браунфелс (1541 – 1594). Бракът е бездетен.